# Caladan
Caladan is de naam van een fictieve planeet uit het Duin-universum van Frank Herbert.
Het is de derde planeet van het Delta Pavonis-systeem, waar Huis Atreides is ontstaan. Twintig generaties Atreides domineerden het en Paul Atreides zelf werd daar geboren. Ze trokken later verder naar Arrakis, terwijl Caladan een toevluchtsoord werd voor Vrouwe Jessica en Gurney Halleck.
Het oppervlak van de planeet is bijna volledig bedekt met water en het klimaat wordt gekenmerkt door overvloedige regenval en harde wind. Bewoonbaar land wordt gekenmerkt door graslanden, moerassen en dichte bossen. De belangrijkste hulpbronnen van Caladan zijn landbouw en biomassa: lokale wijn, Pundi-rijst en vis zijn de belangrijkste exportproducten en traditionele bronnen van levensonderhoud voor de inwoners. Vee is ook belangrijk, vooral rundvee.
Caladan beschikt over een krachtige militaire verdedigingsmacht die gebaseerd is op superioriteit op zee en in de lucht, evenals op de absolute loyaliteit van de bevolking aan Huis Atreides. Caladan wordt om deze reden als onneembaar beschouwd.

## Trivia
De Caladan Planitia op Titan is vernoemd naar Caladan.